# (27) Euterpe
(27) Euterpe és l'asteroide núm. 27 de la sèrie, descobert des de l'Observatori George Bishop de Londres el 8 de novembre de 1853, per en John Russell Hind (1823-1895). Fou batejat amb aquest nom en honor d'una de les muses gregues, Euterpe.